# André Thouin
André Thouin  (Paris, 10 de fevereiro de 1747 — Paris, 27 de outubro de 1824) foi um botânico e agrônomo francês.